# Pelai Vilar i Canales
Pelai Vilar i Canales (Oviedo, 1 de juliol de 1909 – Mèxic, 19 d'octubre de 1993) fou un metge català, exiliat del franquisme. Pare del metge mexicà Pelai Vilar i Puig.

## Biografia

### Primers anys
Fill de doctor Josep Vilar Giménez, originari de Folgueroles, nasqué quan el seu pare era destinat a Oviedo. De ben petit es traslladà amb la seva família a Barcelona. Va estudiar primària i secundària amb els Escolapis de Barcelona. Ingressà a la Universitat de Barcelona, inicialment per estudiar química, però als dos anys ho deixà per estudiar medicina. Va tenir com a mestres August Pi i Sunyer, Ferran Casadesús i Castells i Agustí Pedro i Pons, i el darrer any l'acabà a la Universitat de Saragossa. Fou membre de la Federación Universitaria y Escolar i de la Federació Nacional d'Estudiants de Catalunya (FNEC) i formà dels equips universitaris de Barcelona d'atletisme i rugbi (fins i tot fou seleccionat per als Jocs Internacionals Interuniversitaris a Darmstadt).
El 1933 va ingressar al Partit Nacionalista Republicà d'Esquerra. Treballà com a adjunt del Servei d'Otorrinolaringologia de l'Hospital de la Creu Roja de Barcelona, sota la direcció de Rafael Trueta, i de 1934 a 1936 substituí al seu pare com a otorrinolaringòleg de l'Hospital psiquiàtric de la Generalitat de Catalunya a Sant Boi de Llobregat.
En esclatar la guerra civil espanyola participà en el desembarcament de Mallorca com a membre del Comitè Sanitari de Milícies Antifeixistes, junt al doctor Gabriel Capó i Batlle, qui l'influí per afiliar-se al PSUC. Formà part del Consell de Sanitat de Guerra en representació del PSUC i fou nomenat cap de la Primera Comandància de Tropes de Sanitat. Posteriorment fou destinat com a comandant en cap de sanitat de l'XI Cos de l'Exèrcit Popular de la República. Participà en la defensa de Madrid i va veure morir Buenaventura Durruti, a qui va fer l'autòpsia juntament amb el doctor José Santamaria.

### Exili a França i Mèxic
El 13 de febrer de 1939 fou l'oficial encarregat d'arriar la bandera republicana que onejava a la frontera franco-espanyola i s'exilià a França entrant per Prats de Molló. Fou internat al camp de concentració d'Agde on va ser-ne el cap de Sanitat. El 1941 fou traslladat al camp de concentració d'Argelers, on organitzà un servei d'otorrinolaringologia que va merèixer l'atenció de la Sanitat Militar Francesa. El 1941 fou reclamat pels representants consulars mexicans per tal de prestar serveis al REUM (Refugio de los Estados Unidos Mexicanos para la ayuda de refugiados españoles), i fou metge de la Secció Femenina i Infantil al Castell de Montgrand. El 8 de setembre de 1942 embarcà a Marsella al Maréchal Lyautey rumb a Casablanca, fent escala a Orà. I des de Casablanca arribà a Veracruz el 16 d'octubre a bord del Nyassa.
S'establí a Pachuca (estat d'Hidalgo) on exercí de metge i va fundar dirigir la publicació bimestral Acta Médica Hidalguense de 1948 fins a 1956. Fou el pioner a Mèxic en operar el càncer de laringe, en fer operacions endoscòpiques, en utilitzar el diagnòstic audiomètric per a les sordàries i en operar càncer de cara amb rinotomies paraletonassals.
El 1949 va portar la seva família des de Catalunya i el 1958 es traslladaren a ciutat de Mèxic. Fou membre de la Borsa del Metge Català a Mèxic de 1946 a 1972, i president de 1964 a 1965. Treballà a la Clínica Londres de 1961 a 1980. Fou professor de Postgrau d'Otorrinolaringologia de la UNAM i membre honorari de la Sociedad Mexicana de Otorrinolaringología y Cirugía de Cabeza y Cuello des de 1978, qui li encarregà la direcció de la seva revista Anales fins 1980.
Considerat un dels millors metges de la seva especialitat a Mèxic, el 1992 va assistir al 6è Congrés d'Història de la Medicina Catalana a Tarragona. Va morir el 19 d'octubre de 1993, uns mesos després de la mort del seu amic Albert Folch i Pi.

## Obres
- Mis Médicos Mexicanos (1989)